# Покровское (Ставропольский край)
Покро́вское — село в Красногвардейском районе (муниципальном округе) Ставропольского края России.

## География
Расстояние до краевого центра: 140 км.
Расстояние до районного центра: 21 км.

## История
Дата основания: 1905 год (по другим данным — 1898 год).
В 1924 году в селе образовано сельскохозяйственное товарищество «Красный Октябрь».
До 16 марта 2020 года Покровское образовывало упразднённое сельское поселение село Покровское.

## Население
| 1908  | 1989  | 2002  | 2010  | 2012  | 2013  | 2014  |
| ----- | ----- | ----- | ----- | ----- | ----- | ----- |
| 2747  | ↘1458 | ↗1591 | ↘1527 | ↘1502 | ↘1475 | ↘1454 |
| 2015  | 2016  | 2017  | 2018  | 2019  | 2020  | 2021  |
| ↘1448 | ↘1430 | ↘1411 | ↘1404 | ↘1384 | ↘1378 | ↗1645 |
| 2023  |       |       |       |       |       |       |
| ↘1338 |       |       |       |       |       |       |

Национальный состав
По итогам переписи населения 2010 года проживали следующие национальности (национальности менее 1 %, см. в сноске к строке «Другие»):
| Национальность | Численность | Процент |
| -------------- | ----------- | ------- |
| Русские        | 1473        | 96,46   |
| Другие         | 54          | 3,54    |
| Итого          | 1527        | 100,00  |

## Инфраструктура
- Культурно-досуговый центр «Дом культуры и библиотека».
- Сельская библиотека. Открыта 14 октября 1956 года[22].
- Фельдшерско-акушерский пункт[23]
- В 1 км к юго-востоку от села расположено общественное открытое кладбище площадью 46000 м²[24].

## Образование
- Детский сад № 10 «Аленушка».
- Средняя общеобразовательная школа № 10.

## Памятники
- Могила неизвестного советского солдата, погибшего в борьбе с фашистами. 1941, 1961 года[25]. Открыт 14 октября 1990 года[26]

- Братская могила советских воинов, погибших в борьбе с фашистами. 1942—1943, 1961 года[27].
- Памятник В. И. Ленину. 1970 год[28].